# Лебедєв Олексій Петрович
Олексій Петрович Лебедєв (2 (14) березня 1845 — 14 (27) липня 1908) — російський історик церкви, візантиніст, ординарний професор.

## Біографія
Олексій Лебедєв народився у селі Очаково Рузського повіту Московської губернії. Батько, Петро Мефодійович Лебедєв, за пияцтво був позбавлений священицького сану і був розжалуваний у міщани; працював сільським учителем; був убитий в бійці. Мати, Олександра Прокопієвна, відправила сина у Перервінске духовне училище, де він вчився погано і не раз був під загрозою виключення. Потім навчався в Московській духовній семінарії, яку закінчив у 1866 році і поступив в Московську духовну академію, де був учнем професора філософії В. Д. Кудрявцева-Платонова. Під його керівництвом він написав і захистив у 1870 році випускний твір на філософсько-богословську тему «Перевага об'явленого вчення про творіння світу перед усіма іншими поясненнями його походження».
За власною розповіддю Лебедєва, після закінчення курсу, керівництвом академії йому було запропоновано на вибір зайняти одну з п'яти кафедр в alma mater, а також кафедру метафізики в Київській духовній академії. Свій вибір і свою подальшу наукову долю Лебедєв пов'язав з кафедри церковної історії, на якій прослужив понад 25 років. З січня 1871 року він виправляв посаду доцента по класу загальної історії церкви; у лютому 1875 року затверджений у званні екстраординарного професора, перемігши в конкурсі такого претендента як В. О. Ключевський, висунутого ректором академії А. В. Горським.
Вже перша праця молодого історика, вийшла в 1873 році, присвячена критичному аналізу кількох російських церковно-історичних творів викликала різку критику, а в 1879 році з'явилася докторська дисертація «Вселенські собори IV і V століть. Огляд їх догматичної діяльності у зв'язку з напрямками Олександрійської та Антіохійської шкіл» яка викликала неоднозначну оцінку в пресі і богословському суспільстві. Незабаром після виходу в світ дисертації, але ще до її захисту з'явився перший критичний відгук (що, на думку Лебедєва, було неможливе без сприяння секретаря цензурного комітету П. І. Горського, прискорено який погодив видання критичного відкликання), в якому автора звинувачували у неповазі до вчення Св. Афанасія, в прихильності протестантських поглядів і перекрученому зображенні святих отців 1-го Вселенського собору. У статті що вийшла в 1900 році Горського «Голос старого професора по справі професора А. П. Лебедєва з покійним професором о. протоієреєм А. М. Іванцовим-Платоновим» стверджується, що критичний відгук також збирався написати і В. С. Аксаков в газеті «День», однак Горський його відрадив; А. М. Іванцов-Платонов, якого той же Горський умовив надрукувати свою критику тільки після захисту дисертації. У великому відгуці Іванцова, що вийшов у 1881 році окремою книгою «Релігійні рухи на Сході в IV і V ст. Критико-історичні зауваження» стверджувалося, що «ніби автор представляє аріан прогресивною партією, розумною, обдарованою незвичайними талантами; що ніби, на думку автора, аріани були справжніми двигунами богословської науки, та що вони у всіх пунктах догматичного розвитку йшли попереду православних; на думку автора, Кирило Єрусалимський був безсумнівний аріанин; що ніби автор вихваляв Євтихія як людину, що володіла твердим і ясним розумом; що, за поданням автора, Диоскор був істинно православним чоловіком; що ніби в книзі автора можна знаходити легковажне ставлення до Григорію Богослова; що ніби церковне вчення, на думку автора, є результат з'єднання „Православ'я з єрессю“; що ніби взагалі праця автора близько стоїть до поглядів раціоналіста Баура». Полеміка між професорами тривала багато років і відносини між ними так і не налагодилися, продолжившись в інших творах Лебедєва. Дисертація також викликала відгук закордоном, відгук на неї написав А. фон Гарнак. В кінцевому рахунку за Лебедєвим закріпилася репутація ліберала і прихильника «тюбингенской школи».
Захист дисертації відбулася 24 квітня 1879 року в присутності єпископа Можайського Алексія; у вересні Лебедєв був обраний, а в листопаді 1879 року затверджений ординарним професором Московської духовної академії по кафедрі загальної церковної історії. У серпні 1885 року він був призначений на посаду ординарного професора церковної історії Казанського університету, що означало посилання в провінцію, але завдяки заступництву йому вдалося залишитися в Москві. Через 10 років, у вересні 1895 року було відзначено 25-річчя його служби в академії. За цей період він підготував 7 докторів богослов'я, церковної історії та канонічного права і 13 магістрів. В кінці листопада 1895 року він був удостоєний звання заслуженого професора, а в січні 1896 року з проханням був звільнений з академії.
У 1896 році він був затверджений на посаді ординарного професора Московського університету по кафедрі церковної історії, яку займав до своєї смерті.
Хоча А. П. Лебедєв «політикою цікавився, але не займався», його наукові інтереси, що включали також долю Грецької церкви після падіння Константинополя, викликали щодо історика нападки з боку консервативно налаштованої частини духовенства. В одному з відгуків Лебедєв по своєму поганому впливу на студентів порівнювався з В. С. Соловйовим і С. Н. Трубецьким. В кінці життя Лебедєв, ознайомившись з листуванням митрополита Філарета (Дроздова), написав ряд статей, в яких він спробував розвіяти стійку думку яка склалась про митрополита як про душителя вільної думки в російському богослов'ї. Лебедєв не приймав  звинувачень в антиправославії та пропагуванні протестантської ідеології. Він наполягав, що церковне джерело повинно стояти вище будь-конфесійності і розглядати всі християнські церкви всі християнські громади як єдину сім'ю, як єдиний народ Божий.
Напружено працюючи до останніх днів життя, по 14-15 годин на добу, Лебедєв в останні роки майже осліп. У вересні 1905 року, відсвяткував ювілей своєї служби в Московській духовній академії, Лебедєв перейшов у Московський університет, розраховуючи на те, що там його навантаження буде менше.
Помер несподівано, 14 (27) липня 1908 року, «прохворівши всього 10 днів повзучою бешихою, якою заразився в лазні»; кінець хвороби вирішила невдала операція трахеотомії, під час якої він помер від задухи. Похований на кладовищі Спасо-Андронієвського монастиря.

## Вибрана бібліографія
Дослідження А. П. Лебедєва фактично діляться на три напрямки: 1) апологетичні; 2) критико-бібліографічні; 3) церковно-історичні.
- Выводы материализма в вопросе о происхождении мира пред судом строго-научного естествознания. — М., 1872.
- Учение Дарвина о происхождении мира органического и человека. — М., 1873
- Принципы материалистического мировоззрения новейшего времени. — 1873.
- Пантеизм XIX века. — 1875.
- Попытка Дарвина помирить свою теорию с религиозно-нравственным чувством христианина. (К характеристике англичан). М.: Унив. тип., ценз. 1878. — М.: Унив. тип., ценз. 1878. — 6 с.
- Вселенские соборы IV и V века: Обзор их догматической деятельности в связи с направлениями школ Александрийской и Антиохийской. [Архівовано 24 вересня 2017 у Wayback Machine.] — М.: тип. Л. Ф. Снегирева, 1879. — IV, 284 с.
- Очерки развития протестантской церковно-исторической науки в Германии с XVI по XIX вв. — 1881.
  - Из истории Вселенских соборов IV и V веков; Критические замечания по поводу сочинения протоиерея Иванцова: «Религиозные движения на Востоке в IV и V веках» (М., 1881): Pendant к соч.: «Вселенские соборы IV и V веков» (М., 1879). — М.: тип. М. Н. Лаврова и К°, 1882. — 262 с.
- О главенстве папы, или разности православных и папистов в учении о церкви. — СПб.: Типография Добродеева, 1887. — 368 с.
- Очерки истории византийско-восточной церкви от конца XI-го до половины XV-го века. — М.: тип. Волчанинова, 1892. — 645 с.
- Несколько сведений и наблюдений касательно хода развития церков.-ист. науки у нас, в России: Вступительная лекция по истории церкви, прочитанная в императорском Московском университете, 11 октября 1895 года. —- Сергиев Посад: 2-я тип. Снегиревой, 1895. — 35 с.
- Успенский кафедральный собор в Ярославле. — Ярославль: Типо-литография губернской земской управы, 1896. — 73 с.
- Духовенство и народ и их взаимные отношения во II и III веках. — М.: типо-лит. И. Ефимова, 1899. — 36 с.
- Великая Церковь и Святая Гора: (Мысли и впечатления двух путешественников-иноверцев). — М.: Тип. Лисснера и Гешеля, 1902. — 24 с.
- Церковно-исторические повествования общедоступного содержания и изложения (из давних времён христианской церкви). — Изд. 2-е. — СПб.: Изд. книгопродавца И. Л. Тузова, 1903. — 344 с.
- Взаимоотношение епископа и диакона в глубокой древности. [Архівовано 7 серпня 2017 у Wayback Machine.] — М.: Типо-лит. Ефимова, 1903. — 23 с. — Отт. из: Моск. церков. ведомости. — 1903. — № 3—4.
- Братья господни: (1 Кор. 9,5. Гал. 1,19 : Обзор и разбор древ. и новых мнения по вопр.): Ист.-крит. исслед. [Архівовано 8 грудня 2017 у Wayback Machine.] — М.: Унив. тип., 1905. — 122 с.
- Великий и в малом: Московский митрополит Филарет. [Архівовано 6 серпня 2017 у Wayback Machine.] — Сергиев Посад: Свято-Троицкая Сергиева лавра, 1906. — 64 с. : портр.; 18. — (Троицкий цветок; № 49).
- Слепые вожди: Четыре момента в ист. жизни церкви. — М.: печ. А. И. Снегиревой, 1907. — 86 с.

У 1896 році Лебедєв приступив до видання зібрання своїх творів, запланувавши 12 томів, з яких встигло вийти тільки 10, а для перших томів встигло вийти друге видання.
- Церковная историография в главных её представителях с IV века по XX. — 2-е изд., пересмотр. — СПб.: Тузов, 1903. — 610, IX с.
- Эпоха гонений на христиан и утверждение христианства в греко-римском мире при Константине Великом. — 1897. — 2-е изд. [Архівовано 19 березня 2014 у Wayback Machine.] — V, 362 с. [Архівовано 19 березня 2014 у Wayback Machine.]
- История Вселенских Соборов. Ч. 1: Вселенские Соборы IV и V веков: Обзор их догматической деятельности в связи с направлениями школ Александрийской и Антиохийской. — 2-е изд. — Сергиев Посад, 1896. — II, XVI, 323 с.
- История Вселенских Соборов. Ч. 2: Вселенские Соборы VI, VII и VIII веков. — 2-е изд. — 1897. — IV, 332 с. (экземпляр РГБ)
- История разделения Церквей в IX, X и XI веках: С подроб. указ. рус. лит., относящейся к этому предмету, с 1841 по 1900 гг. — 1900. — VIII, 415 с.
- Очерки внутренней истории Византийско-Восточной Церкви в IX, X и XI веках: От конца иконоборческих споров до начала крестовых походов 1096 г. — 2-е изд., доп. — 1902. — VI, 381 с.
- Исторические очерки состояния Византийско-Восточной Церкви от конца XI до половины XV века: (От начала крестовых походов до падения Константинополя в 1453 г.). — 2-е изд., пересмотр. — 1902. — IV, 489 с. (экземпляр РГБ)
- История Греко-Восточной Церкви под властию турок: (От падения Константинополя, в 1453 г., до настоящего времени). — 2-е изд. — СПб.: Тузов, 1903 (обл. 1904). — 872 с.
- Церковно-исторические повествования общедоступного содержания и изложения: (Из давних времен Христианской Церкви). — 1900.—VI, 340с.
- Духовенство Древней Вселенской Церкви. — 1905. — VI, 494с.

Автобіографія що передбачалась до виходу у дванадцятому томі виходила частинами в різних виданнях.

## Рекомендована література
- Лебедев Алексей Петрович: архивный фонд, 1860-е—1908. — 81 ед. [Архівовано 31 грудня 2017 у Wayback Machine.] хр. [Архівовано 31 грудня 2017 у Wayback Machine.]